# استوک‌بریج، همپشر
استوک‌بریج (به انگلیسی: Stockbridge) یک روستا و محله مدنی در بریتانیا است که در Test Valley واقع شده‌است. استوک‌بریج ۵۹۲ نفر جمعیت دارد.